# Pseudotsuga
Gli Abeti di Douglas o Douglasie (Pseudotsuga Carrière, 1867) sono un genere comprendente 6 specie di conifere sempreverdi della famiglia delle Pinaceae.

## Areale
Il genere Pseudotsuga è presente, allo stato spontaneo, in Nordamerica (dalle Montagne Rocciose all'Oceano Pacifico), in Cina e in Giappone.

## Caratteri
Sono alberi che possono raggiungere i 100 m di altezza e in alcuni esemplari i 5 m di diametro.
I coni penduli hanno la particolarità di presentare una brattea trifida sporgente in corrispondenza di ogni squama ovulifera.

## Specie
Il genere Pseudotsuga comprende cinque specie:
- In Nordamerica:
  - Pseudotsuga menziesii - Abete di Douglas, Douglasia costiera;
  - Pseudotsuga macrocarpa - (limitata a una ristretta area della California);

- In Asia (Cina e Giappone):
  - Pseudotsuga brevifolia;
  - Pseudotsuga forrestii;
  - Pseudotsuga sinensis - (con numerose sottospecie);
  - Pseudotsuga japonica.

## Usi
Gli Abeti di Douglas sono importanti essenze forestali, largamente sfruttati per il legno.
La specie Pseudotsuga menziesii è tra le conifere esotiche più coltivate in Europa, dove fu introdotta nel 1827; è usata sia per scopi forestali che come albero ornamentale nei parchi.

## Galleria d'immagini

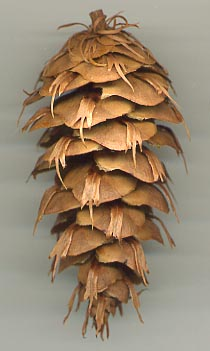
Strobilo di un abete di Douglas, da un albero cresciuto da un seme raccolto da David Douglas
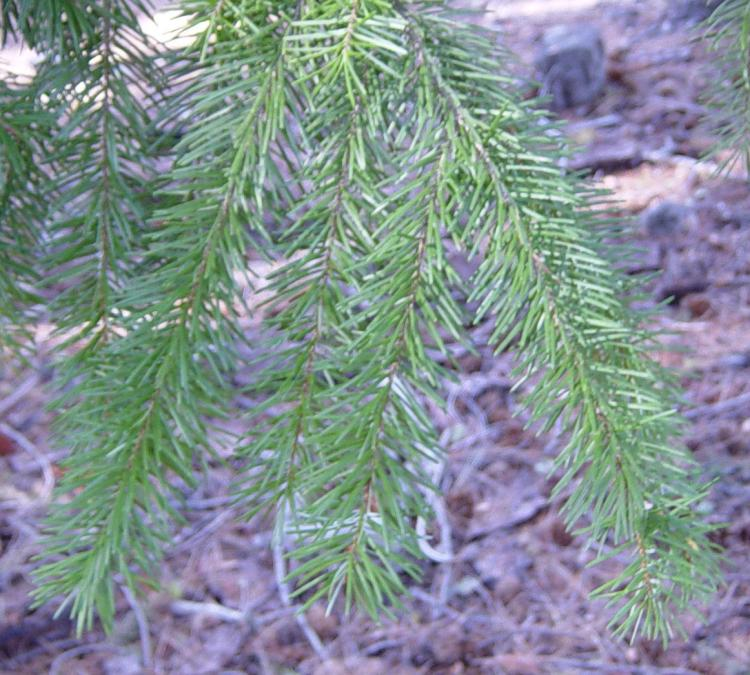
Ramo di abete di Douglas
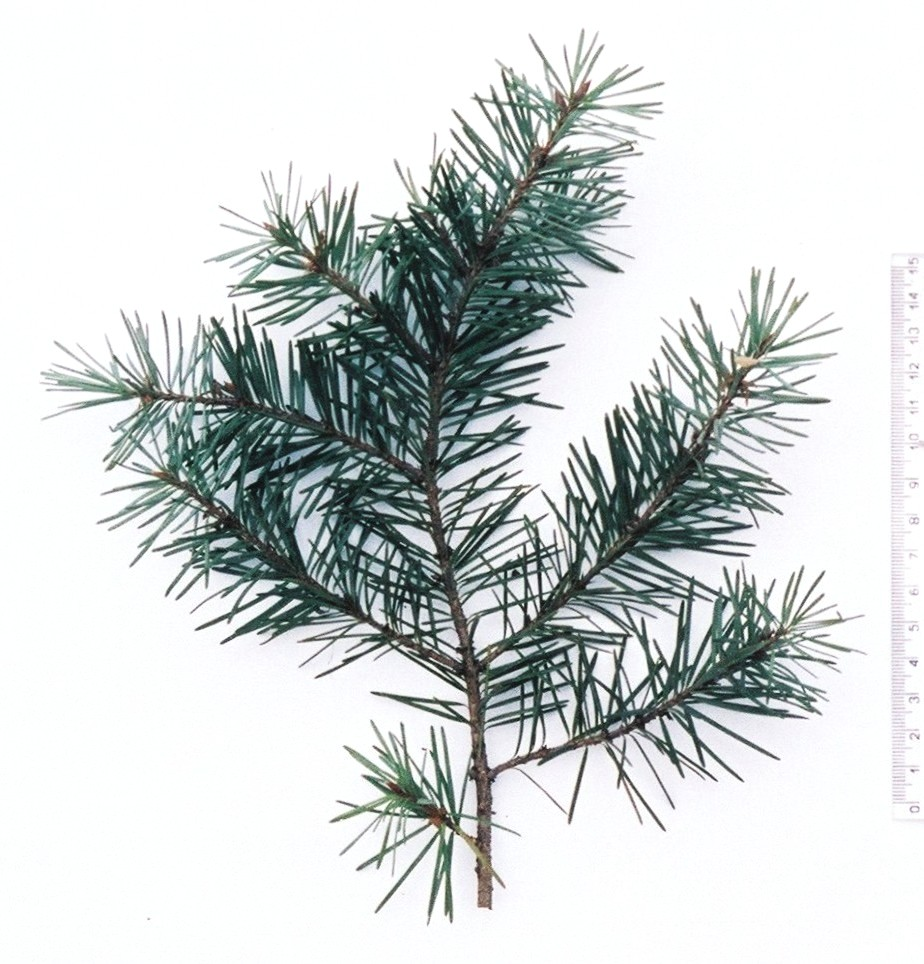
Ramo di abete di Douglas delle Montagne Rocciose
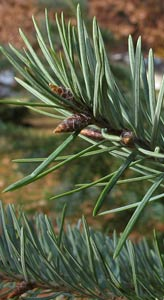
I germogli di un abete di Douglas.